# Isla Dalma
Dalma (en árabe: دلما) es una isla de los Emiratos Árabes Unidos situada en el Golfo Pérsico a aproximadamente 42 kilómetros (26 millas) de la costa de Abu Dhabi ya 116 km (72 millas) de Doha. Se han llevado a cabo estudios arqueológicos en la isla de Dalma  desde 1992. Un total de más de 20 sitios arqueológicos fueron identificados en la isla, que van en el tiempo desde el Neolítico (Edad de Piedra tardía). La población se compone de alrededor de 10 mil habitantes, la mayoría de los cuales son iraníes árabes y gente de Catar a la que se le ha concedido la nacionalidad de los Emiratos Árabes Unidos. La isla tiene muchas fincas privadas de la familia gobernante de Abu Dhabi. El último gobernante de Abu Dhabi tenía un palacio aquí.